# وترینو
وترینو (به بلغاری: Vetrino) یک منطقهٔ مسکونی در بلغارستان است که در استان وارنا واقع شده‌است.
 وترینو  ۱٬۰۳۶ نفر جمعیت دارد و ۲۰۵ متر بالاتر از سطح دریا واقع شده‌است.